# N.R. Narayana Murthy
Nagavara Ramarao Narayana Murthy (ur. 20 sierpnia 1946) – indyjski przedsiębiorca, współzałożyciel Infosys.

## Życiorys
Urodził się 20 sierpnia 1946 roku w Majsur w stanie Karnataka w Indiach.
W 1967 roku ukończył National Institute of Engineering w Majsur, a w 1969 roku Indian Institute of Technology w Kanpur.
Pracę zawodową rozpoczął jako szef zespołu programistów w Indian Institute of Management w Ahmedabadzie. Zaprojektował tam pierwszy w Indiach system komputerowy z podziałem czasu oraz interpreter języka BASIC dla firmy Electronic Corporation of India Limited. Następnie pracował w Patni Computer Systems w Pune.
W 1981 roku wraz z sześcioma informatykami założył firmę Infosys, której był prezesem do 2002 roku. Do 2014 roku pełnił w firmie funkcje kierownicze i doradcze. Do tego czasu Infosys stał się firmą globalną zatrudniającą ok. 180 tysięcy pracowników w kilkudziesięciu krajach. Opracował i z sukcesem wdrożył w firmie Infosys „Global Delivery Model”, który stał się podstawą dynamicznego rozwoju outsourcingu usług IT w skali globalnej.
Autor książki „A Better India: A Better World”, wydanej w 2009 roku.

## Odznaczenia i nagrody[2]
Komandor Orderu Imperium Brytyjskiego (2007),
- Order Padma Vibhushan (drugie najwyższe odznaczenie cywilne w Indiach, 2008),
- francuski Narodowy Order Legii Honorowej (2008),
- medal Ernsta Webera IEEE za pionierską rolę w globalizacji usług IT,
- medal Hoovera(inne języki),
- globalna nagroda humanitarna J.C. Morgana

oraz liczne inne nagrody i wyróżnienia („Businessweek”, „Time”, „CNN”, „Fortune”, „Forbes”, „Financial Times”, „India Today”)
Otrzymał kilkadziesiąt honorowych doktoratów uczelni z całego świata.